# 1690
1690 (MDCXC) var ett normalår som började en söndag i den gregorianska kalendern och ett normalår som började en onsdag i den julianska kalendern.

## Händelser

### Maj
- 9 maj – Uddevalla drabbas av en stadsbrand.[1]

### Juli
- 1 juli – Vilhelm III:s protestantiska armé besegrar den katolske Jakob II i slaget vid Boyne.

### Okänt datum
- Akademin i Dorpat öppnas på nytt.
- På herrgården Bjersgård i Skåne införs förbud för landbor att flytta, eftersom det finns så få kvar, efter Skånska kriget (1675-1679). Förbudet varar till 1740.
- Brittiske kaptenen John Strong landstiger på Falklandsöarna och gör anspråk på öarna å engelska kronans vägnar.
- Staden Calcutta grundas av Brittiska Ostindiska Kompaniet.

## Födda
- 22 januari – Nicolas Lancret, fransk målare.
- 6 februari – Giovanni Battista Maini, italiensk barockskulptör.
- Malcolm Sinclair, svensk militär.
- Johan Henrik Scheffel, svensk konstnär.
- Christian Goldbach, tysk matematiker.
- Pietro Passalacqua, italiensk arkitekt.
- Barbara Christine von Bernhold, tysk politisk rådgivare.

## Avlidna
- 12 februari – Charles Le Brun, fransk målare.
- 26 juni – Knut Kurck, svenskt riksråd.
- 17 oktober – Marguerite-Marie Alacoque, fransk jungfru, nunna och mystiker, helgon.
- Abraham Brueghel, flamländsk målare.
- Elizabeth Walker, engelsk apotekare.

### Fotnoter
1. ↑  ”Värmlands brandhistoriska klubb”. Arkiverad från originalet den 12 oktober 2011. https://www.webcitation.org/62NB7kO36?url=http://www.brandhistoriska.org/olyckor_se.html. Läst 25 mars 2011.